# Carl Emanuelsson
Carl "Calle" Sven Bertil Emanuelsson, född 14 november 1981 i Eskilstuna Klosters församling, Södermanlands län, är en svensk politiker, som mellan 2011 och 2013 var talesperson för Feministiskt initiativ tillsammans med Sissela Nordling Blanco och Stina Svensson. Emanuelsson bor på Värmdö och arbetar sedan tidigare som gymnasielärare i Nacka.